# Alexandra Benado
Alexandra Benado Vergara (Estocolmo, 11 de mayo de 1976) es una deportista, profesora, política y activista chilena. Entre marzo de 2022 y marzo de 2023 se desempeñó como ministra del Deporte en el gobierno del presidente Gabriel Boric.

## Biografía

### Familia y estudios
Nació en Estocolmo, Suecia, el 11 de mayo de 1976, hija de José Miguel Benado Medvinsky y Lucía Vergara Valenzuela; su madre fue una militante del Movimiento de Izquierda Revolucionaria (MIR), asesinada durante la dictadura militar chilena del general Augusto Pinochet, en 1983.
En cuanto a sus antecedentes académicos, es licenciada en educación y pedagogía en educación física, deportes y recreación de la Universidad Metropolitana de Ciencias de la Educación (UMCE), además de candidata a magíster en educación física con mención en administración y gestión en la industria del deporte en la Universidad de Chile.
Desde 2006, está emparejada con Alejandra Gallo, y es madre de dos hijos.

### Carrera deportiva
Su primera incursión en el fútbol fue en la ciudad de Gradignan, en el sur de Francia, siendo una de las dos mujeres que participaban en el equipo de fútbol de la localidad. Tras el asesinato en Chile de su madre, Lucía Vergara Valenzuela —integrante del MIR— en septiembre de 1983, como parte de la Operación Fuenteovejuna, la familia de Benado se trasladó a Cuba.
A inicios de los años 1990 se trasladó a Chile, estudiando en el Colegio Rubén Darío de La Reina y debutando en el equipo femenino del club Sportivo Milano de Colina. Posteriormente se sumó a Palestino y fue llamada a integrar la selección femenina de fútbol de Chile, debutando en el equipo que formó parte de la Jayalalitha Cup de 1994 en Madrás, siendo la jugadora más joven del plantel con 18 años.
Participó del Campeonato Sudamericano de 1998 y en 2003 se retiró tras una rotura de ligamentos cruzado y medial, desempeñándose entre 2008 y 2009 como directora técnica de Provincial Osorno, además durante los años de inactividad se dedicó a la dirección técnica de distintos equipos universitarios. Retornó a la selección chilena en 2008 bajo la dirección técnica de Marta Tejedor, siendo capitana del equipo que obtuvo el tercer lugar en la Copa América de 2010. Tras el retiro, entre febrero de 2012 y marzo de 2016 formó parte de la Comisión de Fútbol Femenino de la FIFA, siendo la única representante sudamericana en dicho cargo. También ejerció como comisionada de partidos de la Copa Mundial Femenina de Fútbol de 2019, realizada en Francia.

### Activismo y carrera política
En el ámbito profesional, se ha desempeñado como coordinadora ejecutiva e integrante de la mesa de trabajo del espacio de memoria Londres 38.
Como activista LGBT, en diciembre de 2013 demandó al Estado chileno ante la Corte Interamericana de Derechos Humanos (CIDH) para luchar por los derechos de filiación de sus mellizos —criados junto a su pareja, Alejandra Gallo— y obtener el reconocimiento jurídico de las familias homoparentales. Anteriormente habían presentado un recurso de protección ante la Corte de Apelaciones de Santiago para el mismo fin. Participó algunos años como activista en la Agrupación Lésbica Rompiendo el Silencio.
El 21 de enero de 2022 fue anunciada como la nueva ministra del Deporte por el entonces presidente electo, Gabriel Boric. Asumió su cargo el 11 de marzo junto con el inicio formal de la nueva administración, convirtiéndose en la primera mujer abiertamente lesbiana en asumir una cartera ministerial, junto con Marco Antonio Ávila que se transformó en el primer ministro de Estado en la historia de Chile abiertamente gay. Con ocasión del segundo cambio de gabinete de dicho mandatario, el 10 de marzo de 2023, dejó el puesto gubernamental, siendo reemplazada por el exfutbolista Jaime Pizarro.

## Controversias

### Denuncias de acoso laboral
Luego de su nombramiento como ministra del Deporte en febrero de 2022, extrabajadores de Londres 38 —la periodista Lissette Fossa, el cineasta Daniel Miranda y la comunicadora Andrea Ocampo— la acusaron públicamente de maltrato y acoso laboral, además de no presentar las competencias necesarias para el empleo que le fue asignado. En ese entonces, desde el equipo del gobierno de Gabriel Boric anunciaron una investigación de los antecedentes presentados, mientras que el consejo directivo de Londres 38 emitió dos comunicados durante el día en el cual rechazaron todas las acusaciones dado que no existen denuncias formales ni evidencias de lo señalado por los extrabajadores.

### Pago de horas extras en la Municipalidad de Providencia
El 8 de febrero de 2022, se dio a conocer una nueva denuncia en su contra. Según la acusación durante su período como profesora de educación física en la Corporación de Desarrollo Social de la comuna de Providencia durante 2014 cuando Josefa Errázuriz ejercía como alcaldesa de dicha comuna, la Contraloría General de la República (CGR) instruyó un sumario administrativo por eventuales irregularidades. Todo se originó en el hecho de que se tomó vacaciones entre el 4 y 24 de febrero de aquel año cuando apenas llevaba un mes trabajando contratada por la Municipalidad de Providencia (adquirió dicho estatus el 1 de enero de 2014), por lo que no tenía derecho a aquello. La situación se agrava ante el hecho de que, según lo informado por Contraloría, "la denunciada aparece tanto en el libro como planillas de asistencia firmando durante todo el mes de febrero del 2014, siendo tal la información considerada para ratificar tanto su asistencia como las horas extraordinarias que le fueron pagadas". En una entrevista con el diario La Tercera, señaló que luego que se le informara de que no podía tomarse vacaciones restituyó los dineros correspondientes a las semanas en que estuvo ausente.